# Phrurotimpus alarius
Espèce
Synonymes
- Herpyllus alarius Hentz, 1847
- Phrurolithus tejanus Chamberlin & Gertsch, 1930

Phrurotimpus alarius est une espèce d'araignées aranéomorphes de la famille des Phrurolithidae.

## Distribution
Cette espèce est endémique du Sud-Est des États-Unis.

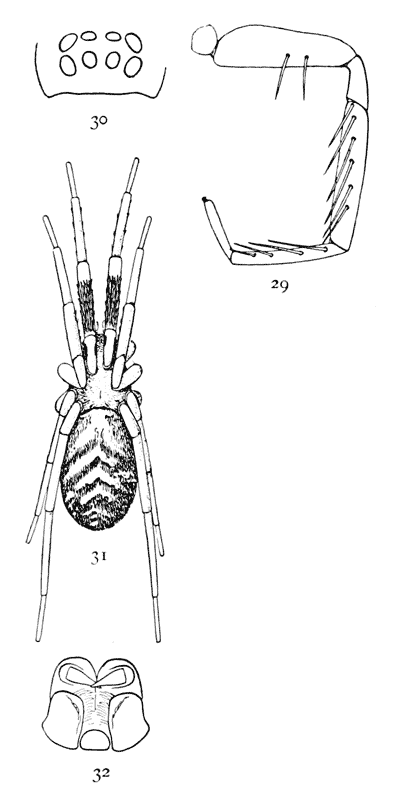
Phrurotimpus alarius ♀

## Liste des sous-espèces
Selon World Spider Catalog (version 20.5, 14/12/2019) :
- Phrurotimpus alarius alarius (Hentz, 1847)
- Phrurotimpus alarius tejanus (Chamberlin & Gertsch, 1930)

## Publications originales
- Hentz, 1847 : Descriptions and figures of the araneides of the United States. Boston Journal of Natural History, vol. 5, p. 443-478 (texte intéral).
- Chamberlin & Gertsch, 1930 : On fifteen new North American spiders. Proceedings of the Biological Society of Washington, vol. 43, p. 137-144 (texte intégral).